# Schwäbische Volkspresse
Schwäbische Volkspresse (Presa populară șvăbească) a fost o publicație a șvabilor din Banat, editată de Schwäbische Verlagsaktiengesellschaft, care a apărut zilnic la Timișoara în perioada 18 februarie 1919 -15 mai 1925, când s-a transformat în publicația Banater Deutsche Zeitung. Primul redactor-șef a fost Franz Xaver Kappus. În vara anului 1925, Robert Reiter a devenit editor al publicației „Banater Deutsche Zeitung”, al cărei editor-șef a fost în perioada 1929 - 1941. Odată cu conformitatea impusa de național-socialiștii germani, publicația și-a schimbat titlul în Südostdeutsche Tageszeitung, Ausgabe Banat, unde a rămas până în august 1944, pentru a pune în practică o nouă politică culturală, sub conducerea altui editor-șef. Tot redactor-șef al publicației a fost, o perioadă, Karl von Möller.
Publicația a atins de la început tirajul respectabil de 4500 exemplare, majoritatea abonați, pentru a se stabiliza în doi ani la circa 6000 exemplare.
Între cei care au publicat în Schwäbische Volkspresse s-au numărat Franz Xaver Kappus și Otto Alscher.